# Rusk (Teksas)
Rusk je grad u američkoj saveznoj državi Teksas. Prema popisu stanovništva iz 2010. u njemu je živjelo 5.551 stanovnika.